# The Spirit of '45
The Spirit of '45 és una pel·lícula documental de 2013, dirigida per Ken Loach, en la qual s'expliquen i s'aplaudeixen els canvis socials radicals, viscuts a partir de 1945, amb el govern laborista de Clement Attlee al Regne Unit de postguerra. L'obra va ser nominada al premi British Independent Film al millor documental de 2013. El documental no consta doblat ni subtitulat en català.

## Producció i argument
Basant-se principalment en imatges d'arxiu i entrevistes, i sense una narració de veu en off, la pel·lícula relata la pobresa endèmica a la Gran Bretanya d'abans de la guerra, el sentit d'optimisme que va seguir la victòria a la Segona Guerra Mundial i la posterior expansió de l'estat del benestar, fundació del Servei Nacional de Salut i la nacionalització de parts importants de l'economia britànica. L'obra documenta fins a quin punt aquests èxits, tal com els veu Loach, han estat objecte d'atacs a les dècades següents, especialment amb els governs conservadors de Margaret Thatcher als anys 1980. Loach va dir que el model de la pel·lícula era «història oral, amb imatges».

## Distribució
Entre el 7 i el 17 de febrer de 2013 es va estrenar fora de competició al 63è Festival Internacional de Cinema de Berlín, a la secció especial de la Berlinale. Al Regne Unit es va distribuir a partir del 15 de març de 2013 i també es va projectar en altres festivals internacionals, com ara el Festival de Cinema de Sydney (12 de juny), el Festival de Cinema de Jerusalem (11 de juliol), el Festival Internacional de Cinema de Nova Zelanda (27 de juliol) i el Festival de la Zona Lliure de Belgrad (9 de novembre). A Itàlia es va estrenar en versió original amb subtítols, amb una recaptació de 48.376 euros.

## Recepció
La revista Time Out la va descriure com una «barreja convincent d'entrevistes, tant antigues com noves», mentre va assenyalar que el tema de la pel·lícula tractava tant sobre «l'esperit de la Gran Bretanya moderna» com sobre la crítica implícita als polítics moderns, tant laboristes com conservadors. El periodista Philip French, a l'hora de fer la crítica de la pel·lícula per a The Observer, la va descriure com «hàbilment compilada», però sentimental i simplista més que «la polèmica provocativa que es podria haver esperat». Peter Bradshaw del The Guardian va reconèixer que la pel·lícula es podia veure com un «patrici nostàlgic», però va dir que «estava arrossegat per la senzillesa tranquil·la de la seva presentació». La crítica del The Daily Telegraph la va descriure com una pel·lícula «emocionant» que probablement era la millor de Loach des del 2002.